# Поли, Эдвард
Эдвард Поли (англ. Edward Pawley), полное имя Эдвард Джоэл Стоун Поли (англ. Edward Joel Stone Pawley) (16 марта 1901 года — 27 января 1988 года) — американский актёр театра, кино, радио и телевидения, более всего известный ролями в фильмах 1930-х годов.
В 1920-х годах Поли сделал успешную карьеру на Бродвее, после чего в 1933 году перебрался в Голливуд, где в течение десяти лет снялся более чем в 50 фильмах. К наиболее заметным картинам с участием Поли относятся «Бюро пропавших людей» (1933), «Остров сокровищ» (1934), «Джимены» (1935), «Последний гангстер» (1937), «Ангелы с грязными лицами» (1938), «Ты и я» (1938), «Каждое утро я умираю» (1939), «Замок на Гудзоне» (1940), «Держи это привидение» (1941). В дальнейшем Поли продолжил карьеру на радио, где сыграл главную роль в популярном детективном сериале «Большой город» (1943-52).

## Ранние годы и начало карьеры
Эдвард Поли родился 16 марта 1901 года в Канзас-Сити, штат Миссури. У Эдварда было два младших брата — Уильям и Энтони, которые также как и он стали артистами и выступали на Бродвее.
В школьные годы Поли посещал курсы драматического мастерства, а после окончания школы в течение шести месяцев работал в гастролирующей труппе своего сводного брата.

## Карьера в театре
В 1920 году Поли приехал в Нью-Йорк, где стал выступать в различных шоу как на Бродвее, так и вне его. В 1923 году он дебютировал на Бродвее в тюремной драме «Пристыженная женщина» (1923-24). В течение последующего десятилетия Поли сыграл в ещё в 14 бродвейских спектаклях, среди них «Гвардеец» (1924-25), комедии «Они знали, что хотят» (1924-25) и «Процессия» (1925), драма «Элмер Гантри» (1928), мелодрамы «Снова здесь» (1928), «Уличная сцена» (1929-30), «Возмужалость» (1929), «В наши дни» (1929) и «Сабвей экспресс» (1929-30), комедии «Жизнь такова» (1930-31) и «Хороший парень» (1931), драмы «Две секунды» (1931), «Дальние барабаны» (1932) и «Жизнь начинается» (1932). Критики высоко оценили актёрские работы Поли, особенно отмечая его красивый баритон. Более всего Поли прославился главными ролями в нашумевшем спектакле «Элмер Гантри» и «Две секунды», где на премьере публика, по словам авторитетного критика Уолтера Уинчелла, отблагодарила его восторженной овацией.

## Карьера в кино
Как пишет историк кино Роберт Гибсон Кордер, «в начале 1930-х годов Поли заинтересовался кино». В 1932 году он сыграл небольшие роли в паре фильмов, а в 1933 году перебрался с Бродвея в Голливуд, где в течение десяти лет снялся более чем в 50 фильмах.
По словам Сандры Бреннан, «Поли сыграл много характерных ролей в криминальных драмах 1930-х годов». Как отмечает Бреннан, «более всего Поли помнят по роли гангстера Дэнни Леггетта в криминальной драме „Джимены“ (1935) с Джеймсом Кэгни в главной роли». В 1938 году Поли сыграл ещё в одной криминальной мелодраме, «Разгром рэкета» (1938), где он вновь был рэкетиром, который в итоге погибает в борьбе за власть в банде. В 1939 году вышла криминальная мелодрама «Каждое утро я умираю» (1939), в которой Поли сыграл заключённого. Кроме того, Поли появился в криминальных мелодрамах «Последний гангстер» (1937) с Эдвардом Робинсоном, «Ангелы с грязными лицами» (1938) с Кэгни, «Ты и я» (1938) с Сильвией Сидни и Джорджем Рафтом и «Замок на Гудзоне» (1940) с Джоном Гарфилдом. Другими заметными картинами с участием Поли стали криминальная комедия «Бюро пропавших людей» (1933) с Бетт Дейвис, приключенческий фильм «Остров сокровищ» (1934), где он сыграл пирата, и комедия «Держи это привидение» (1941) с Эбботтом и Костелло.
Как далее отмечает Кордер, в начале 1940-х годов Поли «разочаровался в Голливуде, так как ему показалось, что в киноиндустрию пытаются проникнуть коммунисты. Произнеся страстную речь против тех, кто, как он считал, вступил в коммунистическую партию, он понял, что больше не сможет получить работу, как ему казалось, из-за остракизма нескольких продюсеров и режиссёров. В итоге, когда ему стало труднее получать достойные роли, он ушёл из Голливуда, чтобы вернуться на нью-йоркскую сцену».

## Актёрское амплуа и оценка творчества
При росте 180 см, с густыми чёрными волосами и голубыми глазами Поли «был разносторонним характерным актёром. Главным образом он играл „плохих парней“ в гангстерских фильмах, фильмах ужасов, приключенческих фильмах и комедиях. Среди партнёров Поли были такие звёзды, как Джеймс Кэгни (в которым он сыграл в пяти фильмах), Хамфри Богарт, Эдвард Г. Робинсон и Джон Гарфилд». По словам Кордера, Поли «обладал чарующим слух, богатым баритоном, который мог очаровать любую аудиторию».

## Карьера на радио
В 1942 году Поли ненадолго вернулся на Бродвей, где играл в спектакле «Ива и я» (1942-43). Он также некоторое время работал в многолетнем радиосериале «Портиа сталкивается с жизнью», где был романтическим партнёром главной героини в исполнении Люсиль Уолл.
В 1943 году Поли получил главную роль в очень популярном радиосериале «Большой город». Вплоть до 1952 года он играл Стива Уилсона, «идеалистического управляющего редактора газеты Illustrated Press, который не боялся бороться за свои убеждения». В эти годы программа «Большой город» поднялась на первое место в рейтинге журналистских радиодрам, а в январе 1948 года согласно рейтингу Нильсена достигла 12 места в списке всех радиопрограмм. Аудитория шоу в этот период составляла от 10 до 20 миллионов слушателей.

## Жизнь после ухода из шоу-бизнеса
После окончания карьеры Поли переехал в деревню Эмиссвилл, округ Раппахэннок, штат Виргиния, где занялся разведением элитных пород коз и поэзией, изредка подрабатывая радиоведущим. В середине 1950-х годов он переехал в Рок-Миллс, Виргиния, где помимо козьего хозяйства организовал овощную ферму, продавая экологически чистые овощи и козий сыр.

## Личная жизнь
В 1922 году он женился на школьной любви Мартине Мэй Мартин, которая была театральной актрисой. У них был один ребёнок, сын Мартин Герберт Поли, который родился в 1923 году. После развода Поли женился вновь в 1937 году на известной звезде голливудских мюзиклов Хелен Шипман, с которой прожил до её смерти в 1984 году. У них не было детей.

## Смерть
Эдвард Поли умер 27 января 1988 года от сердечной недостаточности в Виргинском медицинском центре в Шарлотсвилле.

## Фильмография
| Год  |     | Русское название                  | Оригинальное название        | Роль                                            |
| ---- | --- | --------------------------------- | ---------------------------- | ----------------------------------------------- |
| 1932 | ф   | Тринадцать женщин                 | Thirteen Women               | шофёр Бёрнс                                     |
| 1932 | ф   | Тесс из страны бурь               | Tess of the Storm Country    | Бен Леттс                                       |
| 1934 | ф   | Остров сокровищ                   | Treasure Island              | пират на испанском берегу                       |
| 1934 | ф   | Миссисипи                         | Mississippi                  | Джо Паттерсон                                   |
| 1935 | ф   | Джимены                           | 'G' Men                      | Дэнни Лэггетт                                   |
| 1935 | ф   | Царь Соломон на Бродвее           | King Solomon of Broadway     | «Айс» Ларсон                                    |
| 1935 | ф   | Ад Данте                          | Dante's Inferno              | Клинтон, офицер на корабле (в титрах не указан) |
| 1935 | ф   | Хеллдорадо                        | Helldorado                   | шахтёр (в титрах не указан)                     |
| 1936 | ф   | Крутой парень                     | Tough Guy                    | Тони, гангстер                                  |
| 1936 | ф   | Заклятый враг                     | Sworn Enemy                  | «Датч» Мактрак                                  |
| 1936 | ф   | Грешник берёт всё                 | Sinner Take All              | Ройс                                            |
| 1937 | ф   | Горная справедливость             | Mountain Justice             | Тод Миллер                                      |
| 1937 | ф   | Школьник-верзила                  | Hoosier Schoolboy            | капитан Фред Картер                             |
| 1937 | ф   | Это не может длиться вечно        | It Can't Last Forever        | Кронин                                          |
| 1937 | ф   | Последний гангстер                | The Last Gangster            | Броккетт (в титрах не указан)                   |
| 1937 | ф   | Опасный номер                     | Dangerous Number             | второй детектив (в титрах не указан)            |
| 1938 | ф   | Белые знамёна                     | White Banners                | Билл Эллис                                      |
| 1938 | ф   | Знать опасно                      | Dangerous to Know            | Джон Рэнс                                       |
| 1938 | ф   | Закон оружия                      | Gun Law                      | Ворон                                           |
| 1938 | ф   | Роман в Лимберлосте               | Romance of the Limberlost    | Корсон                                          |
| 1938 | ф   | Побег из тюрьмы                   | Prison Break                 | Джо Фендерсон                                   |
| 1938 | ф   | Маленький крутой парень           | Little Tough Guy             | Джим Бойлан                                     |
| 1938 | ф   | Разгром рэкета                    | Smashing the Rackets         | Чин Мартин                                      |
| 1938 | ф   | Сыновья легиона                   | Sons of the Legion           | стрелок Бейкер                                  |
| 1938 | ф   | Ангелы с грязными лицами          | Angels with Dirty Faces      | Эдвардс                                         |
| 1938 | ф   | Том Сойер, детектив               | Tom Sawyer, Detective        | Брейс Данлэп                                    |
| 1938 | ф   | Ты и я                            | You and Me                   | Датч (в титрах не указан)                       |
| 1939 | ф   | Парень из Оклахомы                | The Oklahoma Kid             | Дулин                                           |
| 1939 | ф   | Леди из Кентукки                  | The Lady's from Kentucky     | Спайк Кронин                                    |
| 1939 | ф   | Неженатая                         | Unmarried                    | Свейд                                           |
| 1939 | кор | Нужна помощь                      | Help Wanted                  | Гарри                                           |
| 1939 | ф   | Каждое утро я умираю              | Each Dawn I Die              | Дейл                                            |
| 1939 | ф   | Большой парень                    | The Big Guy                  | Бакхарт                                         |
| 1939 | кор | Деньги взаймы                     | Money to Loan                | Калуметт (в титрах не указан)                   |
| 1940 | ф   | Замок на Гудзоне                  | Castle on the Hudson         | Блэк Джек                                       |
| 1940 | ф   | Устье реки                        | River's End                  | Фрэнк Кранделл                                  |
| 1940 | ф   | Текущее золото                    | Flowing Gold                 | Коллинз                                         |
| 1940 | ф   | Техасские рейнджеры снова в седле | The Texas Rangers Ride Again | Пало Пит                                        |
| 1940 | ф   | Доки Сан-Франциско                | San Francisco Docks          | Монте Марч                                      |
| 1941 | ф   | На дороге                         | Hit the Road                 | Спайк, мясник                                   |
| 1942 | ф   | Обращайся с ней жестоко           | Treat 'Em Rough              | Мартин                                          |
| 1942 | ф   | Верный армии                      | True to the Army             | Джуниор                                         |
| 1942 | ф   | Любовь по ранжиру                 | Romance on the Range         | Джером Бэннинг                                  |
| 1942 | ф   | Глаза криминального мира          | Eyes of the Underworld       | Лэнс Мерлин                                     |
| 1942 | ф   | Лейтенант ВВС                     | Flight Lieutenant            | Ларсен (в титрах не указан)                     |
| 1943 | ф   | Отчаянные                         | The Desperadoes              | Блэки (в титрах не указан)                      |